# 讓對話更有溫度「接納篇」
《讓對話更有溫度「接納篇」》是台灣麥當勞為其旗下的咖啡品牌McCafé製作的「讓對話更有溫度」系列廣告之一。廣告靈感源於社會對多元成家話題關注，由蕭雅全執導，於2016年3月4日推出。廣告影片講述了一名男生在咖啡杯上寫「我喜歡男生」，向父親出櫃，並最終得到父親包容的故事。影片發行後引起了巨大反響，已獲得超過200萬次點閱，並獲得了部分台灣以外媒體的報導。許多網友在看完影片後表示很感動，然而台灣宗教團體愛護家庭大聯盟和香港捍衛家庭價值大聯盟對影片表示批評，二者的言論引發了許多人的不滿[誰?]。

## 背景與發行
2016年1月，台灣麥當勞開始推出手作咖啡專櫃，鼓勵顧客在外帶紙杯上設計留白的對話框上進行勇敢表達與對話。在「接納篇」之前，麥當勞已為對話杯製作了「告白篇」和「等待篇」兩部微電影廣告。公司表示，最初拍攝微電影「主軸是人跟人之間的對話」。他們希望透過杯子能傳達生活中難以啟齒、不好開口、需要溝通的話語。公司行銷部資深協理寇碧茹認為，「接納篇」最能表達「對話」精神，無論父子能否達共識，至少先從「對話」開始，也希望社會能接納不同聲音。該影片由李奧貝納廣告公司策劃，公司首席創意執行長周俊仲表示，影片的靈感源於社會對多元成家話題關注。他認為父母包容支持的背後是掙扎，因此他決定以包容打動人，但並不是為了對同志議題表態。
影片由蕭雅全執導。在拍攝之前，蕭雅全花了一些時間讓演員排戲，希望能夠讓演員更融入角色和情境，並使這部廣告經過雕琢更加細緻。在影片中出櫃的男主角由電玩遊戲《英雄聯盟》的實況主周賢忠扮演。對於影片的出演，他表示很榮幸，並希望這個議題能被更多人看見。周賢忠雖是異性戀者，但對於飾演同志角色，他表示對自己而言，「這就是一個角色」而已。在演出之前，周曾跟對同志議題持保守態度的媽媽說自己會出演同志角色，但為了避免破梗，他決定對演出內容進行保密。
2016年3月4日晚上8時，影片正式推出。但之後，由於周賢忠在直播時失言「台灣人垃圾」，引發爭議，「接納篇」廣告被迫下架。

## 劇情
一對父子在麥當勞餐廳同桌用餐，兒子在咖啡杯上寫「我喜歡男生」向父親坦承性取向。父親嘆了一口氣後離開座位，兒子非常失落，在座位上默默流淚。但之後，父親買了一杯咖啡回到了座位上，在「我喜歡男生」中加上3個字改成「我『接受你』喜歡男生」，並對著兒子一笑。

## 反響
《讓對話更有溫度「接納篇」》在發行後引起了巨大反響。2016年3月5日，廣告已吸引133萬人次瀏覽，3.1萬個按讚。截至同年5月3日，該影片已獲得超過200萬次點閱。許多網友在看完影片後都表示很感動，稱影片「直擊人心」。前PTT八卦板板主劉宇（四叉貓）在其Facebook上分享了這部影片，表示「如果週遭有人向你出櫃了，請給他接納的力量好嗎？」廣告亦引起了台灣以外的注意，CNN以「麥當勞的『接納』廣告在全球發酵」為題介紹這部廣告。《哈芬登郵報》則報導了廣告帶來的爭議。影片成功登上YouTube公布的2016年台灣第一季最成功影片排行榜第三名，亦是台灣首支打入YouTube全球最成功廣告的影片。
该影片發行後遭到了部分團體的批評。台灣宗教團體愛護家庭大聯盟公開反對麥當勞鼓吹同性戀議題，指出麥當勞是兒童消費的主要地方，應避免對孩子有不正確行為的教育誘導內容，並稱會「對麥當勞發起拒絕購買與抵制去麥當勞的行動，連去廁所都感到汙染。」香港一立場相近的團體[哪個？]捍衛家庭價值大聯盟在其Facebook上貼文稱，如果父親在杯子上加字改成「我不接受你喜歡男生，但仍愛你！」會更加感人。該團體還表示這樣的劇情放在電視廣告中並不適合。此外，影片也因為涉嫌「消費同性戀議題」引發了部分網友的質疑。
對於護家盟的指責，麥當勞官方回應稱「對話的本意就是表達觀點，觀點可以不同，最重要的是彼此尊重與接納」。然而，護家盟的言論引起了許多人的不滿。六四事件領袖王丹認為護家盟此舉對同志族群造成了嚴重的歧視，他表示護家盟是「噁心的團體」，並稱擔心「麥當勞的廁所被你們（護家盟）污染」。國立政治大學教授陳芳明亦批評道，看到該組織的言論「有被汙染的感覺。」桃園市議員王浩宇諷刺稱，Facebook也挺同志，要護家盟不要用Facebook、iPhone、Google等。平面設計師聶永真表示，護家盟「乾脆搬離地球好了」，因為「地球以外的地方可能不存在愛」，並稱會「怒吃麥當勞」表達支持。另外，有網友還製作了寫著「本店不歡迎護家盟借廁所」和「無限期支持護家盟隨地大小便」的貼紙調侃護家盟。而「捍衛家庭價值大聯盟」的言論亦同樣遭到了批評。該組織的Facebook下出現了許多網友的反面意見。哲學普及化工作者朱家安表示該聯盟搞錯了「愛」的「用法」。

## 外部連結
- YouTube上的《讓對話更有溫度「接納篇」》